# Théziers
Théziers ist eine französische Gemeinde mit 1070 Einwohnern (Stand 1. Januar 2022) im Département Gard der Region Okzitanien.

## Geografie
Die Gemeinde liegt im Osten des Départements Gard, in drei bis vier Kilometern Entfernung zur Rhone. Sie liegt 25 Kilometer von Nîmes und 20 Kilometer von Avignon entfernt.

## Geschichte
Das Gebiet im 6. Jahrhundert vor Christus von den Griechen besiedelt. Damals hieß das Dorf Thédis (altgr. für Konstruktion, Errichtung). Durch seine Lage an einem Hügel war das Dorf in verschiedenen Epochen Standort einer Festung oder zumindest eine befestigte Siedlung. Auch die Kelten ließen sich während ihrer Invasionen im 2. Jahrhundert vor Christus hier nieder und gründeten auf den Hügeln ein Lager. Die Römer vertrieben die Kelten und gründeten einen Tempel, an dessen Stelle später die Kapelle Saint-Amant errichtet würde. Oben auf dem Hügel gab es ein kleines gallo-römisches Dorf namens Volpellières, das nur ein Dutzend Einwohner hatte. Unterhalb der damals bestehenden Burg standen etwa 300 bis 400 Häuser. Der Ort hieß damals Thédusia. Später würde das Dorf mehrmals erobert, im 8. Jahrhundert von den Sarrazenen. Sie zerstörten die Burg. Im Jahr 736 wurden die Sarrazenen in der Schlacht um Théziers und Montfrin von Karl Martell besiegt. Während des Mittelalters waren das Dorf und die Festung Besitz verschiedener Herrscher und wurden im Zug mehrerer Kriege immer wieder zerstört. Die Gemeinde wurde außerdem schwer von der Pest getroffen, die sich von Marseille aus ins Landesinnere ausbreitete. 1630 beschloss man, in Théziers aufgrund seiner strategisch günstigen Lage ein Lazarett zu errichten. Die Bewohner beteten zu Rochus von Montpellier, er möge sie von der Pest befreien. Das Dorf wurde tatsächlich verschont. Seitdem wird in Théziers jedes Jahr am 16. August dem Heiligen gedacht.
Vor der Französischen Revolution befand sich das Dorf in einer katastrophalen wirtschaftlichen Lage. Im Winter 1788/1789 war die Rhône zugefroren, die Olivenbäume wurden zerstört. Doch die spielten eine wichtige Rolle für die lokale Wirtschaft: Im Dorf gab es vier oder fünf Ölmühlen zur Herstellung von Olivenöl. Heute gibt es davon noch eine. Die Weizenernte war damals ebenfalls von dem harten Winter betroffen. Während der Französischen Revolution kam es in Théziers nicht zum Gebrauch von Gewalt.
Im 19. Jahrhundert erholte sich die Landwirtschaft wieder, doch die wichtigste Rebsorte wurde von der Reblaus befallen. Daraufhin begann man mit dem Anlegen von Aprikosenhainen, für die das Dorf heute bekannt ist.
1942 wurde das Dorf von der Wehrmacht besetzt. Auf dem Hügel errichteten deutsche Soldaten Bunkeranlagen.
Durch den strengen Winter von 1956 wurden erneut alle Olivenbäume abgetötet. Danach wurde die Olivenölproduktion aufgegeben und man beschränkte sich auf Wein, Weintrauben und Aprikosen.

## Kultur und Sehenswürdigkeiten
- Kirche Saint-Grégoire aus dem 12. Jahrhundert
- Kapelle Saint-Amant
- Ehemalige Schulen im Ortskern

## Bevölkerungsentwicklung
| Jahr      | 1962 | 1968 | 1975 | 1982 | 1990 | 1999 | 2008 | 2017 |
| Einwohner | 640  | 678  | 659  | 674  | 844  | 883  | 1016 | 1039 |